# 刈羽パーキングエリア
刈羽パーキングエリア（かりわパーキングエリア）は、新潟県刈羽郡刈羽村赤田北方にある北陸自動車道のパーキングエリアである。

## 施設

### 上り線（米原方面）
- 駐車場
  - 大型 12台
  - 小型 24台
- トイレ
  - 男性 大3（和式1・洋式2）・小10
  - 女性 10（和式2・洋式8）
    - 同伴の男児用 1

  - 車椅子用 1
- 自動販売機

### 下り線（新潟方面）
- 駐車場
  - 大型 11台
  - 小型 26台
- トイレ
  - 男性 大3（和式1・洋式2）・小10
  - 女性 10（和式2・洋式8）
  - 車椅子用 1
- 自動販売機

## 隣
E8 北陸自動車道
(35)柏崎IC - 刈羽PA - (36)西山IC